# Man of Steel (fumetto)
Man of Steel (The Man of Steel) è una miniserie a fumetti di sei numeri pubblicati tra ottobre e dicembre 1986 con cadenza quindicinale dalla DC Comics, alcuni mesi dopo l'uscita di Crisi sulle Terre infinite.
La DC Comics decise di affidare il compito di riscrivere la storia di Superman a John Byrne, famoso sceneggiatore e disegnatore di fumetti britannico ma attivo e residente negli Stati Uniti d'America. L'autore decise di avvalersi della collaborazione ai disegni dell'esperto Dick Giordano, che realizzò l'inchiostrazione di tutti i numeri dell'opera.
Nasce così la mini-serie Man of Steel (in italiano uomo d'acciaio) nella quale Byrne - senza dimenticare il suo motto back to the basics! (ritorno alle origini!) riscrive la storia del celebre supereroe. La serie costituisce uno dei primi esempi di prodotto editoriale con una copertina alternatina, la cosiddetta variant.
Man of Steel è considerata un punto di riferimento della continuity di Superman e della DC Comics.
La serie è stata tradotta in Italia prima sulle pagine dell'inserto della rivista Corto Maltese sul finire degli anni ottanta, poi riedita dalla casa editrice romana Play Press all'inizio degli anni novanta prima sul mensile American Heroes e poi raccolta in un volume brossurato, omologo di quelli statunitensi.
Nel 2006 è stata ristampata in un volume edito da Arnoldo Mondadori Editore nella collana Oscar e nei primi due numeri della serie Le avventure di Superman edita da Planeta DeAgostini.

## Trama

### Fuga da Krypton
Pianeta Krypton.
Gli abitanti del pianeta hanno raggiunto un grado di sviluppo sociale e scientifico tale da concepire i figli senza rapporti sessuali, bensì in provetta.
Jor-El, futuro padre di Kal-El, scopre che una reazione atomica dentro il nucleo del pianeta Krypton è la responsabile della "peste verde", il male radioattivo che sta uccidendo milioni di abitanti. Jor-El si rende anche conto che, in conseguenza di ciò, il pianeta Krypton è destinato ad esplodere e per questo ordina ai suoi droidi servitori di rimuovere la camera di gestazione che contiene il feto di Kal-El dalla matrice.
La moglie Lara non comprende il comportamento di Jor-El. Ma oramai il tempo scarseggia, poiché il pianeta è vicino alla fine, ed il razzo con iper-guida contenente la camera di gestazione di Kal-El, viene lanciato verso la Terra, pianeta che Jor-El ha scelto per la salvezza del figlio, poiché i kryptoniani, se esposti ai raggi del suo sole giallo, sviluppano poteri inimmaginabili.
Il pianeta Krypton esplode violentemente. Prima che il razzo entri nell'iperspazio, un singolo pezzo di kryptonite, le cui radiazioni sono letali per chi è originario di Krypton, si attacca alla navicella che sparisce in lampo di luce, in rotta verso la Terra.

### L'uomo d'acciaio cresce sulla Terra
Clark Kent, un adolescente di Smallville, nel Kansas, vince praticamente da solo una partita di football americano della squadra locale, di cui è la stella.
Le ragazze e gli amici fanno il tifo per Clark, l'asso del football di Smallville, ma l'agricoltore Jonathan Kent, il padre adottivo di Clark, non sembra entusiasta.
A fine partita Jonathan Kent porta il giovane Clark in un campo di sua proprietà e gli mostra il razzo spaziale nel quale, anni addietro, lui e sua moglie Martha, trovarono il piccolo Clark, praticamente un neonato.
Clark, che ha 18 anni, scopre dunque per la prima volta di non essere figlio naturale dei Kent. Il padre adottivo Jonathan racconta al figlio come, nel corso degli anni, lui e la moglie si resero conto delle incredibili capacità del loro figlio adottivo, e insieme ricordano la scoperta dei poteri più significativi, dall'invulnerabilità al volo.
Clark, esaminando il razzo spaziale, ha un mancamento. Jonathan Kent lo attribuisce allo shock emotivo ma in realtà esso è dovuto alle radiazioni del pezzo di kryptonite ancora attaccato allo scafo della nave spaziale.
Pochi giorni dopo il giovane Clark, rivela alla sua fidanzatina, Lana Lang, di avere strani superpoteri. La porta a fare un volo sopra il Kansas, poi la riporta a Smallville e la saluta, dicendole che è in procinto di partire per un lungo viaggio, forse anche alla ricerca di sé stesso.

### Superman
Il giovane Clark Kent si è messo a girare il mondo, usando in segreto i suoi superpoteri per aiutare la dove c'è bisogno. Ma un giorno, mentre Clark si trova a Metropolis per assistere al volo di collaudo di un nuovo Shuttle della NASA, qualcosa va storto.
La navetta spaziale rischia di precipitare ed il giovane kryptoniano è costretto a spiccare il volo mentre si trova in mezzo alla folla per salvare lo shuttle ed i suoi occupanti, tra i quali la celeberrima reporter del Daily Planet, Lois Lane.
Clark salva lo Shuttle ma diviene subito oggetto della curiosità di chi ha assistito all'incredibile scena. Vola immediatamente via verso Smallville, dove racconta ai suoi genitori l'accaduto.
Jonathan e Martha decidono che Clark non può rivelare al mondo la sua identità e così mamma Kent cuce un costume rosso e blu dotato di mantello con una S rossa su sfondo giallo, per fare del figlio un supereroe.
È nato Superman.

### L'arrivo a Metropolis
Clark Kent, oramai trentenne, raggiunge Metropolis dove appare come Superman compiendo numerose azioni ad effetto. Grazie proprio a Superman, Clark Kent ottiene il suo posto di lavoro come giornalista del Daily Planet diretto dal burbero Perry White.
Inizia così la leggenda del personaggio con i vari compagni: Lois Lane, Jimmy Olsen, Catherine Grant ed ovviamente l'infido Lex Luthor, un grande e potente magnate dell'industria, presidente della potentissima multinazionale LexCorp, un uomo davvero odioso che inizia subito a nutrire rancore verso Superman quando quest'ultimo compare a Metropolis.
Nel corso degli anni seguenti Clark Kent, durante una sua visita ai genitori adottivi a Smallville, scopre finalmente le sue vere origini, fino a quel momento a lui ignote. In qualche modo una registrazione olografica di Jor-El proveniente dal razzo che lo ha portato sulla Terra, rivela all'Uomo d'Acciaio tutto circa la sua nascita, trasmettendogli con il semplice contatto fisico tutte quante le conoscenze del padre.
Superman scopre così di non essere terrestre bensì kryptoniano e di dovere i suoi poteri agli effetti che i raggi del sole giallo hanno sulle sue cellule kryptoniane. Fino a quel momento, Superman pensava di essere una specie di "mutante", senza sospettare di essere un alieno.
Ma persino la scoperta della sua origine extraterrestre è per Superman senza importanza, in quanto Clark è stato concepito su Krypton, ma è nato sulla Terra nella sua camera di gestazione. È stato adottato dai Kent ed è cresciuto come un ragazzo umano.